# Хацон
Хацон (погиб в 616) — вождь драговитов, командовавший войском, осаждавшим Салоники в 616 году.

## Биография
В 610 году племена склавинов воспользовались ослаблением Византии и перешли Дунай, после чего в течение следующих нескольких лет вместе с аварами разоряли Греческий полуостров, вытесняли местное население в греческие горные районы в центре полуострова и на острова Эгейского моря.
В 616 году Хацон во главе племён сагудатов, драговитов, ринхинов, велегезитов, ваюнитов и верзитов стоял под стенами Салоники. По свидетельству «Чудес святого Димитрия Солунского», склавины были настолько уверены в своей победе, что пришли со своими семьями и пожитками, ожидая, что город падёт и они будут жить в нём. Осаждающие разбили лагеря со своими предметами быта с востока, севера и запада, а чтобы отрезать город от моря, они построили огромное количество лодок по славянскому образцу (цельное бревно, из которого лодка и выдалбливалась). В ходе боя греки взяли Хацона в плен и казнили его. После смерти своего вождя склавины отступили от Салоников. Это была третья по счету склавинская осада этого города.